# Champs-Élysées (Lied)
Champs-Élysées ist ein Lied der deutschen Schlagerband Wolkenfrei aus dem Jahr 2014. Das Stück ist die vierte Singleauskopplung aus ihrem Debütalbum Endlos verliebt.

## Entstehung und Artwork
Geschrieben wurde das Lied gemeinsam von Olaf Bossi, Felix Gauder und Alexandra Kuhn. Gauder zeichnete zudem auch für die Abmischung, das Arrangement und die Musikproduktion verantwortlich. Die Aufnahme sowie der Produktionsprozess erfolgten in den Stuttgarter Jojo Music Studios.
Alle drei Autoren begannen mit der Albumproduktion Endlos verliebt eine langjährige Zusammenarbeit mit der Band beziehungsweise zu Teilen auch mit Sängerin Vanessa Mai, über das Ende des Bandprojektes hinaus. So waren alle drei nicht nur an der Produktion des Debütalbums beteiligt, sondern auch am Nachfolger Wachgeküsst (Juli 2015). Gauder war darüber hinaus auch an der Produktion von Mais Soloalben Regenbogen (August 2017) und Schlager (August 2018) beteiligt. Im März 2023 waren Bossi und Gauder zudem Teil der Produktion zu Hotel Tropicana, einem Wolkenfrei-Projekt, das von Mai alleine umgesetzt wurde.
Auf dem Frontcover der Single sind – neben Liedtitel und Interpretenangabe – die drei Wolkenfrei-Mitglieder zu sehen. Es zeigt sie auf den Straßen eines mallorquinischen Dorfes, mit dem Blick in die Ferne gerichtet. Im Mittelpunkt steht Sängerin Vanessa Mai mitten auf einer Straße; Bandkollege Stefan Kinski sitzt links hinter ihr auf einem Mauervorsprung, während sich das andere Bandmitglied Stefan Kinski rechts neben ihr an eine Mauer anlehnt. Das Bild wurde bereits im Juni 2013 in der Nähe der Bucht Cala Mitjana geschossen. Die Fotografie stammt von Andreas Richter, das Artwork wurde durch Jan Weskott gestaltet.

## Veröffentlichung und Promotion
Die Erstveröffentlichung von Champs-Élysées erfolgte am 7. Februar 2014 bei Ariola, als Teil von Wolkenfreis Debütalbum Endlos verliebt (Katalognummer: 88883 75243 2). Der Vertrieb erfolgte durch Sony Music Entertainment, verlegt wurde das Lied durch AFM Publishing, OneTwoFour Publishing und den Rudi Schedler Musikverlag. Im August desselben Jahres erschien das Lied zunächst als Promo-Single, ehe es am 29. des gleichen Monats als vierte Singleauskopplung aus dem Album veröffentlicht wurde. Diese erschien als digitale 2-Track-Single zum Download, die einen sogenannten „Fox Mix“ als B-Seite beinhaltet.
Um das Lied zu bewerben, erfolgten unter anderem Liveauftritte in der SWR-Musikshow Immer wieder Sonntags am 31. August 2014 sowie im ZDF-Fernsehgarten am 7. September 2014.

## Inhalt
| „Champs-Élysées. Und die Zeit, sie blieb steh’n. So verliebt in die Liebe. An den Ufern der Seine. Je ne regrette rien. Ja, ich ließ еs gescheh’n. Und mein Hеrz lernte fliegen. Jetzt versteh’ ich, je t’aime. Oh, Champs-Élysées.“ – Refrain, Originalauszug | Der Liedtext zu Champs-Élysées ist, anders als die französischsprachige Titelbezeichnungen, überwiegend in deutscher Sprache verfasst und stammt von Olaf Bossi, Felix Gauder und Alexandra Kuhn. Neben der Titelbezeichnung, die sich auf die Prachtstraße der französischen Hauptstadt Paris bezieht, enthalt der Text weitere französischsprachige Satzfragmente wie „Voulez-vous danser“ (französisch für „Willst du tanzen?“), „Rendezvous“ (französisch für „Termin“), „Je ne regrette rien“ (französisch für „Ich bereue nichts“) oder auch „Café au Lait“ (französisch für „Kaffee mit Milch“). Alle Texter waren zugleich für die Komposition zuständig und komponierten die Musik in cis-Moll mit 125 Schlägen pro Minute. Musikalisch bewegt sich das Lied in den Bereichen der Popmusik und des Schlagers, stilistisch im Bereich des Popschlagers. Inhaltlich geht es in Champs-Élysées um eine Liebelei in Paris. Die Protagonisten tanzen dabei beim „Rendezvous“ verliebt auf den Avenue des Champs Élysées („Und wir tanzten beim Rendezvous auf den Champs-Élysées“), tauschen heiße Leidenschaft in der Nacht aus („Heiße Leidenschaft […] Von Sternen bewacht“) und genießen ein gemeinsames Frühstück mit Croissants und Milchkaffee (Und nach der Nacht ein Croissant und ein Café au Lait). |

Aufgebaut ist das Lied aus zwei Strophen und einem Refrain. Es beginnt mit der ersten Strophe, die als Achtzeiler geschrieben wurde. Auf diese folgt der Refrain, welcher neun Zeilen umfasst. Der gleiche Aufbau wiederholt sich mit der zweiten Strophe. Nach einem kurzen Instrumental setzt ein drittes Mal der Refrain ein, womit das Lied auch endet. Der Hauptgesang stammt von Vanessa Mai, die beiden anderen Bandmitglieder Marc Fischer und Stefan Kinski sind lediglich im Begleitgesang zu hören.

## Mitwirkende
| Liedproduktion - Olaf Bossi: Komposition, Liedtext - Felix Gauder: Abmischung, Arrangement, Komposition, Liedtext, Musikproduktion - Marc Fischer: Begleitgesang - Stefan Kinski: Begleitgesang - Alexandra Kuhn: Komposition, Liedtext - Vanessa Mai: Gesang Visualisierung (Cover) - Andreas Richter: Fotografie - Jan Weskott: Artwork | Unternehmen - AFM Publishing: Verlag - Ariola: Musiklabel - Jojo Music Studios: Tonstudio - OneTwoFour Publishing: Verlag - Rudi Schedler Musikverlag: Verlag - Sony Music Entertainment: Vertrieb |

## Rezeption
Beim deutschsprachigen Online-Magazin Smago! hieß es, dass wer Champs-Élysées höre, bisher an die französische Lebensart Savoir vivre denke, an den Duft von frischen Croissants und Café au lait, an Boutiquen der Haute Couture sowie an Charles Aznavour. Würde man dem Bild von der Pariser Prachtstraße noch mal ein paar Wochen Zeit geben, dann werde die erste Assoziation vielleicht schon bald „Wolkenfrei“ sein. Das Lied sei einer der Lieblingstitel der Fans und genau den gebe es nun als Single.